# 964 (numero)
Novecentosessantaquattro (964) è il numero naturale dopo il 963 e prima del 965.

## Proprietà matematiche
- È un numero pari.
- È un numero composto con 6 divisori: 1, 2, 4, 241, 482, 964. Poiché la somma dei suoi divisori (escluso il numero stesso) è 730 < 964, è un numero difettivo.
- È un numero odioso.
- È un numero palindromo e un numero ondulante nel sistema posizionale a base 11 (7A7).
- È un numero palindromo e un numero a cifra ripetuta nel sistema posizionale a base 15 (444).
- È un numero felice.
- È un numero intoccabile.
- È un numero nontotiente (per cui la equazione φ(x) = n non ha soluzione).
- È parte delle terne pitagoriche (480, 836, 964) , (723, 964, 1205) , (964, 58077, 58085) , (964, 116160, 116164) , (964, 232323, 232325).

## Astronomia
- 964 Subamara è un asteroide della fascia principale del sistema solare.
- NGC 964 è una galassia spirale della costellazione della Fornace.

## Astronautica
- Cosmos 964 è un satellite artificiale russo.